# Dècada Ominosa
La dècada ominosa és el període que comprèn des de la fi del trienni liberal (1823) fins a la mort de Ferran VII el 1833. Aquesta denominació es deu al fet que fou una època de decadència i ineficàcia governamental.
És el segon període absolutista durant el regnat de Ferran VII (dit el Desitjat), després del Trienni Liberal i abans del regnat de la reina Isabel II. Es caracteritzà també per la dura repressió que hi hagué en tots els sectors liberals. Molts dels liberals espanyols, doncs, s'exiliaren. Tornarien a partir de l'any 1833, per donar suport a la reina Isabel II en la primera guerra carlina, amb idees noves per modernitzar el país.
El 1823 Ferran VII ja no es va atrevir a concedir a la Inquisició tot el poder que havia tingut abans, però la va substituir per una llei pactada al congrés de Verona que deixava ben clar que el motiu que buscava en la supressió de la llibertat de premsa era polític. El rei va concedir una amnistia a tots els participants de la Guerra de la Regència d'Urgell tret dels principals líders liberals.
L'últim executat per una pseudoinquisició (la Junta de Fe de València) va ser un lliberal enemic polític de Ferran VII, en Gaietà Ripoll, penjat el 1826 amb una excusa religiosa: l'"ensenyament deísta".
Després d'una sèrie de pronunciaments fallits, els liberals decideixen canviar d'estratègia i s'acosten a la corona donant suport a la reina i filla de Ferran VII (Isabel II), pretendent a la corona, i en contra del germà de Ferran VII, Carles Maria Isidre, l'altre candidat al tron.
El període s'acaba un cop mort el rei Ferran VII, obrint-se un conflicte per la possessió de la corona que donà pas a la Primera Guerra Carlina.

## Cronologia dels fets més importants
- 1824: Pronunciament liberal a Gibraltar per Valdés i Iglésias.
- 1826: Pronunciament liberal dels germans Bazán a Guardamar, que consideren que Ferran VII els ha traït. Manifest dels Reialistes purs.
- 1827: Guerra dels Malcontents.
- 1829: Ferran VII es casa per quarta vegada.
- 1830: Pragmàtica Sanció, que derogà la llei Sàlica, permetent així que puguin regnar dones. Neix Isabel II.
- 1831: Ferran VII té una altra filla, Maria Lluïsa Ferranda. Pronunciament liberal per Torrijos a Andalusia. Torrijos és executat. Executada la liberal Mariana Pineda.